# Albert Arbeiter

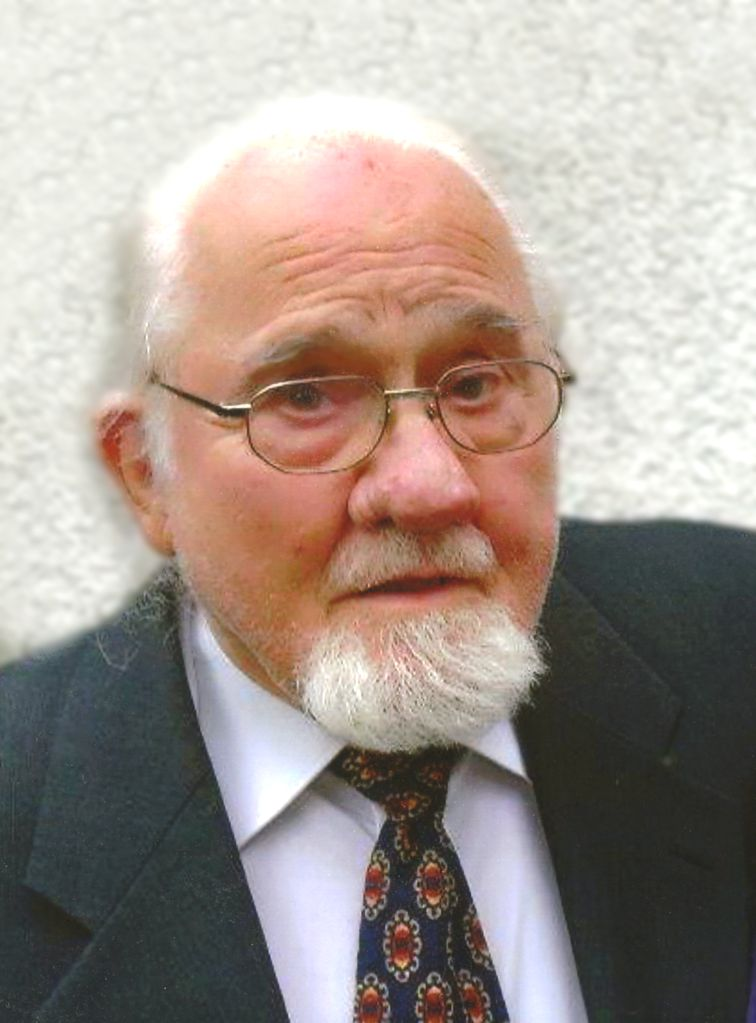
Albert Arbeiter (2012)

Albert Friedrich Robert Arbeiter (* 3. März 1927 in Wien; † 25. Dezember 2023 in Bregenz) war ein österreichischer Musikwissenschaftler, Dirigent, Pianist, Korrepetitor, Musikpädagoge und Gymnasiallehrer.

## Leben und Wirken
Albert Arbeiter war das zweite Kind aus der Ehe von Robert Arbeiter (1879–1957) und dessen Frau Elisabeth Theresia, geb. Müller (1896–1987). Er wurde in ein strenges Elternhaus geboren; seine Kindheit und Jugend war durch den aufkommenden Nationalsozialismus und den Zweiten Weltkrieg geprägt.
Noch während seiner Schulzeit im Gymnasium Fichtnergasse in Wien studierte Arbeiter von 1943 bis 1949 Musiktheorie bei Joseph Marx und von 1945 bis 1954 Klavier bei Viktor Ebenstein an der Akademie für Musik und Darstellende Kunst in Wien, wo er von 1950 bis 1952 bei Hans Swarowsky die Kapellmeisterschule besuchte. Nach Kriegsende studierte er heimlich und entgegen den Wünschen seines Vaters an der Universität Wien und in Freiburg (Fribourg), Musikwissenschaften. 1955 erfolgte der Abschluss mit der Promotion zum Dr. phil. In den darauf folgenden Jahren nahm er an weiteren Meisterstudien teil, unter anderem in Salzburg bei Herbert von Karajan.
1953 bis 1958 wirkte Arbeiter als städtischer Musikdirektor in Judenburg in der Steiermark. Während dieser Zeit gründete er das „Judenburger Kammerorchester“ und leitete mit diesem sowie mit dem „Grazer Philharmonischen Orchester“ Konzerte in der ganzen Steiermark.
1958 zog er samt Familie nach Bregenz. Dort war er von 1959 bis 1971 städtischer Musikschuldirektor. Er trat für ein möglichst frühes Erfassen musikbegabter Schüler in einer Art Vorschule ein. Dabei war sein Ziel die Beobachtung der Fähigkeiten dieser Kinder, um sie danach in entsprechende Instrumentalkurse einzuteilen und dort weiter zu fördern (Vorläufer der elementaren Musikpädagogik). 1970 trat er aufgrund einer Erkrankung von dieser Funktion zurück, die mit dem politischen Regierungswechsel in der Stadt einherging. Nach der Genesung bis zur Pensionierung 1987 war er in den Gymnasien Egg und Dornbirn Schoren als Lehrer für Musikerziehung tätig.
Arbeiter wirkte als Chorleiter für viele Jahre in mehreren Bregenzer Pfarren (St. Gebhard, Mariahilf), in Lochau und in St. Gallen/CH. Er gestaltete verschiedene Konzertauftritte im Ensemble oder als Begleiter von Sängern und Instrumentalsolisten in Vorarlberg, der Schweiz und im süddeutschen Raum. Hörfunkaufnahmen, Betreuung der Bühnenmusik (Einstudierung und Arrangements) beim Theater für Vorarlberg oder als Korrepetitor bei den Bregenzer Festspielen gehörten zu seinen ständigen Verpflichtungen.
1993 gründete er das Bregenzer Herbstfestival „Wort und Musik“, für Kammermusik und Literatur und fungierte als dessen künstlerischer Leiter. Junge, aufstrebende wie arrivierte Musiker und Schauspieler engagierte Arbeiter für die jährlichen Darbietungen im Bregenzer Siechenhaus. Er trat dabei gelegentlich selbst als Pianist auf und brachte auch eigene Klavierkompositionen unter seinem Pseudonym „R.Tiebra“ zu Gehör. Altersbedingt beendete er diese Musik- und Literaturreihe im Jahr 2007.
Arbeiter war von 1957 bis 2016 mit Hermine, geb. Thaller (1932–2016) verheiratet und hatte sechs Kinder.
Über fünfzig Jahre lang war er Mitglied bei der Vereinigung Schlaraffia, Castrum Brigantium (207), sein Rittername lautete „Schubertl der Hippichonder“. Dem Schachklub Bregenz gehörte er als langjähriges Mitglied an.

## Schriften (Auswahl)
- Studien zum Vokalwerk von Franz Schmidt. Dissertation. Universität Wien, 1954.
- mit Otto Brusatti (Hg.): Blickpunkte bei Betrachtung von Franz Schmidts Opernschöpfungen (= Studien zu Franz Schmidt, 1). Wien 1976.[12]
- Einführung in „Das Buch mit sieben Siegeln“. Judenburg 1958,2 1989.[13][14]
- Werkbeschreibungen und Erklärungen zur Reihe „Wort und Musik.“